# Heterophleps variegata
Heterophleps variegata är en fjärilsart som beskrevs av Alfred Ernest Wileman 1911. Heterophleps variegata ingår i släktet Heterophleps och familjen mätare. Inga underarter finns listade i Catalogue of Life.